# 早瀬勇
早瀬 勇（はやせ いさむ、1935年 - ） は、日本の実業家。元金沢星稜大学学長。石川日独協会会長・横浜日独協会会長・全国日独協会連合会副会長を歴任。外務大臣表彰受賞。

## 人物・経歴
日本統治時代の南樺太の豊原市生まれ。名古屋市育ち。愛知第一師範学校附属中学校（現愛知教育大学附属名古屋中学校）、名古屋市立菊里高等学校を経て、1959年一橋大学経済学部卒業。
同年東京銀行入行。大学ではのちに岳父となった板垣與一ゼミで学んだ。また大学のクラスの同級生に角田勝彦日本ウルグアイ協会会長がいた。1965年『海外経済協力の重要性とわが国の役割』で内閣総理大臣賞受賞。ゲオルク・アウグスト大学ゲッティンゲン留学後、ルクセンブルク東銀副支配人、オーストラリア東京銀行取締役、国際天然ゴム機関日本政府代表代理、国際錫理事会日本政府代表代理、鹿島建設国際財務部長、鹿島建設ヨーロッパ社取締役副社長、鹿島建設顧問等を歴任。
2001年金沢経済大学教授。2004年ハンガリー・コドラーニ・ヤーノシュ大学EU共通単位認定客員教授（国際金融担当）。2004年金沢星稜大学学長。2008年任期満了。
石川日独協会会長を経て、2010年初代横浜日独協会会長。2019年アジア・ユーラシア総合研究所理事（兼）日独フォーラム座長就任。
日独交流などに貢献したとして、2021年に外務大臣表彰を受賞した。同年横浜日独協会名誉会長。
2022年駐日ドイツ大使館で日独友好賞を受賞。
法務省喜連川社会復帰促進センターPFI事業者選定委員長、全国日独協会連合会副会長なども務めた。

## 著書
- 『Berufベルーフ/職は神様の思し召し』日本文学館 2008年
- 『コラム「紙つぶて」余滴』中日新聞社出版部 2009年
- 『ドイツの試練 : 難民、ギリシャ危機、脱原発』文芸社 2016年
- 『ドイツと私の半世紀』文芸社 2021年